# Apukunapa Kutimuynin
Apukunapa Kutimuynin (en español: El regreso de los dioses) es un anime actualmente en desarrollo, creado y dirigido por Omar Vallejos y producido por el Estudio Ninakami. Su primer tráiler fue revelado el 28 de mayo de 2025 y exhibido posteriormente en la Expo 2025 Osaka-Kansai.

## Sinopsis
La historia del anime sigue a Sisa, una joven que se ve envuelta en un antiguo conflicto tras el regreso de las deidades andinas, quienes buscan recuperar su lugar en el mundo contemporáneo. Con la ayuda de Nina, diosa del fuego, Sisa deberá impedir una tragedia que amenaza tanto el mundo espiritual como el terrenal. A lo largo del relato, se revelan profundos vínculos entre los personajes humanos y los dioses: Pedro está conectado con Illapa, dios del rayo, mientras que Teresa mantiene un lazo con Supay, dios del inframundo. Esta lucha épica tiene lugar en diversos escenarios del Perú, como Lima y Cajamarca.

## Reparto
El reparto principal está conformado por:
- Andrea Carpena como Nina.
- Óscar Meza como Illapa.
- Daniela Sosa como Sisa.
- Gabriel Poémape como Pedro.
- André Silva como Inti.
- Carlos Segundo como Ancestro.
- Miguel Soriano como Hombre de traje.
- Silvia León como Mujer de traje.
- Anicia Vega como Abuela.